# Salezijanci
Salezijanci ili Družba sv. Franje Saleškog (lat. Societas Sancti Francisci Salesii, također Salezijanci Don Bosca) su rimokatolički crkveni red papinskog prava koji je 18. prosinca 1859. utemeljio sv. Ivan Bosco. Redovnici se nazivaju salezijancima, a osnovno poslanje (karizma) im je kršćanski odgoj adolescenata i mladih, naročito najsiromašnijih i napuštenih. Njihovo se apostolsko djelovanje s vremenom, a na poseban način u misijama, proširilo na sve slojeve društva. Dekret pohvale Svete Stolice (privremeno odobrenje) salezijanci su dobili 1864, konačno odobrenje 1869, a konačno odobrenje konstitucija 1874. Članovi družbe se nazivaju salezijancima.
Ukupan broj salezijanaca u svijetu (2008.) je 16 234; od toga 15 632 redovnika, 118 biskupa, kardinala i crkvenih velikodostojnika, 484 novaka. Salezijanci imaju 2 030 kuća, djeluju na svim kontinentima, u 129 zemalja organizirani u 96 provincija, u 8 svjetskih regija.

## Povijest
Don Bosco je 1854. predložio četvorici mladića, svojih prvih suradnika koje je sam odgojio u svom duhu i po svojim idealima, da osnuju družbu koja će se brinuti o siromašnoj i zapuštenoj djeci i mladeži. 18. prosinca 1859. – to je službeni datum osnutka družbe – u Don Boscovoj se sobi okupilo 17 njegovih najbližih suradnika koji su odlučili postati salezijanci. Ime su izabrali zbog privrženosti sv. Franji Saleškom, kojega su uzeli za svog zaštitnika, želeći nasljedovati njegovu blagost i dobrotu. Tako je nastala Družba sv. Franje Saleškoga (1947. usvojena je kratica SDB = Salezijanci Don Bosca).
Već od 1863. zajednica se proširila po Italiji, a 1875. zaživjela je u Francuskoj i Južnoj Americi. U godini smrti osnivača (1888.) družba je imala 773 člana i 276 novaka; 57 zajednica u 10 država: Argentini, Austriji, Brazilu, Čileu, Ekvadoru, Španjolskoj, Francuskoj, Engleskoj, Italiji i Urugvaju, s misijskim pokrajinama u argentinskim Pampama i Patagoniji.
Prvi don Boscov nasljednik, blaženi Mihovil Rua (1888. – 1910.), proširio je djelovanje družbe na Afriku i Daleki istok, a istodobno se povećao broj salezijanskih ustanova u Americi i Europi. Drugi nasljednik, don Pavao Albera (1910. – 1921.), učvrstio je djelovanje salezijanaca u Kongu (1911.), Rio Negru (Brazil, 1914.), Shiu-Chou (Kina, 1917.), Gran Chacu (Paragvaj, 1920.) te u Assamu (Indija, 1921.). Treći nasljednik, blaženi Filip Rinaldi (1922. – 1931.), dao je družbi snažan poticaj tako da se tijekom njegove uprave broj salezijanaca povećao sa 6000 na 10000, a otvoreno je i 259 novih kuća. Četvrti nasljednik, don Petar Ricaldone (1932. – 1951.), otvorio je novih 210 kuća, a krajem njegove uprave broj članova dostigao je 15000. Posebnu brigu on je posvećivao odgoju i obrazovanju članova te unutarnjoj organizaciji družbe.
Družba se i dalje razvijala i brojčano rasla pod vodstvom Don Boscovih nasljednika. Peti Don Boscov nasljednik, Renato Ziggiotti (1952. – 1965.), proputovao je cijeli svijet i osobno obišao sve salezijance. Šesti nasljednik, Luigi Ricceri (1965. – 1977.), Don Boscov Cirenac – kako se sam nazvao, vodio je družbu u burnom i delikatnom vremenu kad se ona suočila s vanjskim društveno-političkim i kulturnim 
izazovima (‘68) i unutarnjom potrebom za obnovom što su je zahtijevali II. vatikanski koncil i duh vremena. Sedmi nasljednik, Egidio Viganò (1977. – 1995.), Italočileanac, veliki putnik i neumorni inovator, ali i koncilski stručnjak, otvorio je družbu novim izazovima: obnovi konstitucija, projektu Afrika, otvaranju Istoku, ponovnom otkriću oratorija kao metode pastorala.
Osmi nasljednik, Juan Edmundo Vecchi (1996. – 2002.), Italoargentinac, inovator pastorala mladih i čovjek komunikacije, uveo je družbu u treće tisućljeće ojačavši misijsku solidarnost i društvenu komunikaciju (Salezijanski vjesnik u 52 nacionalna izdanja). Istakao je ulogu laika u poslanju družbe i Crkve. Sadašnji, deveti Don Boscov nasljednik, Pascual Chávez Villanueva, Meksikanac, izveo je družbu "na pučinu" trećeg tisućljeća, ističući Don Boscovu oratorijansku ljubav kao mjerilo salezijanskoga karizmatskog identiteta i pastoralne gorljivosti. Posljednjih desetljeća družba 
lagano opada brojem u »starom kršćanskom svijetu«, ali se ukorjenjuje i razvija u novim društveno-kulturnim sredinama Azije i Afrike, angažirajući se osobito u socijalnim, odgojnim i evangelizacijskim projektima u korist najpotrebitijih.
Članovi družbe su svećenici i laici (braća pomoćnici) s redovničkim zavjetima koji žive zajedničkim životom. Uz njih postoje i vanjski članovi tj. salezijanci suradnici (svjetovni svećenici i vjernici laici bez obveza zajedničkog života) koji svojim duhom podržavaju salezijanski program i sudjeluju u njemu, a kanonski ih je 9. svibnja 1876. priznao 
blaženi papa Pio IX., koji je i sam bio salezijanski suradnik.
Konstitucije Družbe sv. Franje Saleškoga obnovljene su 1922. i usklađene s novim Kodeksom kanonskog prava (proglašenim 1917.), a takve su ostale na snazi do 20. općeg sabora družbe, koji je održan 1971-72. Tada dolazi do nove obnove usklađene sa zahtjevima II. vatikanskog koncila. Osim obnovljenih konstitucija, otvorenih novom duhu i znakovima vremena, 20. opći sabor je promišljao o naravi i cilju družbe, o posvećenom životu i odgoju članova te o strukturi i upravi družbe u novom vremenu: većim ovlastima Općeg sabora, boljoj koordinaciji između centralne i periferne uprave formiranjem regija i unutar njih provincijalnih konferencija. Sjedište družbe preseljeno je iz Torina u Rim.
Uz omladinske domove, osebujan tip salezijanske ustanove je oratorij gdje se radnim danima i blagdanima okuplja i druži mladež u vedrom prijateljskom i obiteljskom raspoloženju. Iz prvog oratorija u Valdoccu (Torino), koji je utemeljio sam Don Bosco, nastala je družba koja se toliko razvila da je postala prava institucija školskog odgojno-obrazovnog značaja. U njoj se stvaraju osnove zanatskih škola s radionicama za šivanje i izradu obuće (1853.), knjigoveštvo (1854.), drvodjelstvo (1856.), tiskarstvo (1861.) i mehaniku (1862.), zatim, nešto kasnije, strukovne, tehničke, humanističke škole, instituti i fakulteti, pa konačno i sveučilišta.
Između 1860. i 1870. salezijanci su počeli osnivati prave zanatske škole te pisati posebna pravila koja su podrobno određivala načela njihova ustroja i rada. U prvim desetljećima nakon osnutka družbe, salezijanci se nisu željeli baviti vođenjem župa, osim nekolicine u misijama, jer je Don Bosco smatrao da je njegov oratorij župa napuštene djece, a on "župnik djece bez župe". Tijekom narednih desetljeća ipak su postupno i njih preuzimali, tako da danas imaju 1044 župe i 1211 misijskih postaja, većinom u područjima srednjega ili niskoga socijalno-ekonomskog standarda. U župama najveću pozornost posvećuju kršćanskoj obuci te odgoju djece i mladih. Skrb o duhovnim i svećeničkim zvanjima je također konstanta u radu salezijanaca, pa ne čudi da su im povjeravane brojne posebne ustanove, npr. biskupijska sjemeništa, oratoriji, škole i kolegiji.

## Odgoj i odgojne znanosti
Od samih početaka družbe salezijanci su veliku pozornost pridavali vlastitim centrima za odgoj i obrazovanje, a stvarali su i centre za potencijalne kandidate, novake, studente filozofije i teologije te centre za profesionalno usavršavanje braće pomoćnika. Don Boscov nasljednik don Rua osnovao je 1904. međunarodni teološki studentat u Foglizzu, kojemu je od 1923. sjedište u Torinu. Ondje je 1941. utemeljen Pedagoški institut, koji je 1956. postao Viši pedagoški institut, a 1973. prerastao u prvi Fakultet odgojnih znanosti i djeluje u sastavu Salezijanskoga papinskog sveučilišta (Pontificia Studiorum Universitas Salesiana) što ga je svojim ‘motu proprio’ Magisterium vitae ustanovio papa Pavao VI. Danas u sastavu toga sveučilišta, u Rimu, osim Fakulteta odgojnih znanosti, djeluju sljedeći fakulteti: Teološki, Filozofski, Pravni, Fakultet klasičnih jezika i kršćanske književnosti te Fakultet komunikacijskih znanosti.
Salezijanci su pokrenuli i brojne teološke institute diljem svijeta: Torino i Messina (Italija), Bangalore i Shillong (Indija), Barcelona i Madrid (Španjolska), Benediktbeuern (Njemačka), Cremisan (Izrael), Gvatemala, Manila (Filipini), Sao Paulo (Brazil); Viši institut obrazovnih znanosti u Bahíi Blanci (Argentina) te institute za filozofiju u Benediktbeuernu (Njemačka), Gvatemali, Los Tequesu (Venezuela), Nave-Brescii (Italija), Nasiku i Yercaudu (Indija), La Floridi-Santiagu (Čile). Salezijanci rade u raznim ustanovama: vode 1 044 župe, 1211 misijskih središta (župa, postaja, svetišta, javnih crkava), 1 587 oratorija (svagdanjih i blagdanskih) i omladinskih centara, 1 207 škola (osnovnih, srednjih, tehničkih, visokih), 592 strukovne i poljoprivredne škole, 527 konvikata i internata za srednjoškolce i studente, 272 savjetovališta za izbor zvanja, 169 odgojno-obrazovnih centara za odgoj vlastitih kandidata i članova, 774 ustanove društvenog promaknuća za ugrožene, marginalizirane, bolesne, 314 centara društvenog komuniciranja (izdavaštvo, knjižare, radio, TV i drugi mediji), 452 katehetska, pastoralna, duhovna i rekreativna centra (za osmišljavanje slobodnog vremena).
Salezijanci rade širom svijeta u najrazličitijim uvjetima i sredinama: u zabačenim kolibama prašuma i velegradskih slamova, u krajnjoj bijedi među afričkom sirotinjom, s nepismenom djecom i neizlječivim bolesnicima, pod teškim teretom društvene nepravde i nepodnošljivog pritiska neprijateljskih režima u nekim muslimanskim zemljama i totalitarnim komunističkim režimima Kine, Vijetnama i Dalekog istoka, u zemljama neosjetljivog divljeg kapitalizma raskršćanjenog Zapada.

## Salezijanska obitelj
Osim salezijanaca, u Don Boscovu duhu djeluju i druge grane u okviru Salezijanske obitelji.Sam Don Bosco je osnovao četiri:
1. Družbu Sv. Franje Saleškoga (SDB)
2. Družbu sestara Kćeri Marije Pomoćnice (KMP, zajedno s Marijom Mazzarello) koja posebnu skrb posvećuje odgoju i obrazovanju ženske mladeži
3. Udruženje salezijanskih suradnika (USS), "vanjskih salezijanaca" koji u vlastitoj društveno-kulturnoj, profesionalnoj, obiteljskoj i životnoj sredini žive i rade u salezijanskom duhu (Salezijanci suradnici)
4. Udruženje štovatelja Marije Pomoćnice (ADMA) koje molitvom i radom prati i pomaže salezijansko djelo.

Iz Don Boscovih škola niklo je i Udruženje Don Boscovih bivših učenika (DBBU) koji su dio Salezijanske obitelji zbog primljena odgoja, a to svjedoče i drugima prenose. Unutar Salezijanske obitelji tijekom povijesti je nastalo još 27 službeno priznatih grana, a isto toliko ih čeka službeno priznanje.
Salezijanci suradnici imaju 26 615 članova i 1 339 centara. Don Boscovi bivši učenici imaju 97 357 članova i 532 centra, a brojne su i druge grane Salezijanske obitelji. Sve one žive u različitim društveno-kulturnim uvjetima i rade u raznim institucijama za dobrobit djece i mladih te siromašnih i ugroženih društvenih slojeva.

## Salezijanske škole

###### Salezijanska klasična gimnazija Rijeka
Salezijanska klasična gimnazija Rijeka osnovana je 1959. s dva postnovicijatska razreda (prva dva razreda u Križevcima). U školskoj 1961/62. godini objedinjeni su svi razredi. Škola je registrirana pod imenom Srednja vjerska škola za spremanje svećenika.
Padom komunističkog režima i osamostaljenjem Hrvatske za gimnaziju nastaju nove prilike. Ministarstvo prosvjete odobrilo je program i priznalo pravovaljanost svjedodžbi, a škola dobiva i službeni naziv Salezijanska klasična gimnazija. Mogućnost upisa dobili su i učenici koji ne žele biti svećenici. U školu su se 1996. po prvi put upisale i djevojke. Sljedeće je godine škola dograđena, a uz klasični razred upisuje se i razred opće gimnazije za sportaše.
Program klasične gimnazije obuhvaća učenje latinskog i grčkog jezika kroz sve četiri godine. Nadopunjen je njemačkim jezikom, vjeronaukom i informatikom što daje dobre temelje za daljnje školovanje. Vjerski odgoj i poseban odnos profesora i učenika te roditelja nastoji usaditi učenicima moralne vrijednosti i spremnost na odricanje.

###### Katolički školski centar –Žepče
Katolički školski centar ustanova je koja se nadahnjuje na evanđeoskim vrijednostima kao i na djelu sv. Ivana Bosca. Škola odgaja i pomaže svakom svom učeniku da:
- postigne humanističku i opće kulturalnu izobrazbu,
- bude otvoren društvenim potrebama,
- bude kršćanski zrela i slobodna osobnost.

Tri su bitne karakteristike ove Ustanove. Riječ je o školi, i to katoličkoj i salezijanskoj.
Škola: odgojna institucija koja promiče razvoj zdrave i uravnotežene osobnosti pod sljedećim vidovima: kulturološkim, osjećajnim, društvenim i duhovnim.
Katolička: vlasništvo je Katoličke crkve kojoj je prvotna zadaća evangelizacija. Njezin odgojni i kulturološki projekt temelji se na kršćanskim vrijednostima koje postaju unutrašnja motivacija, nadahnjuju metodologiju, određuju ciljeve.
Salezijanska: vode je salezijanci, duhovni sinovi sv. Ivana Bosca koji je za mladiće svoga vremena darovao život nastojeći ih odgojiti kao poštene građane i dobre kršćane.

## Salezijanci u Hrvata
1972. godine, nekadašnja jugoslavenska provincija Ćirila i Metoda se podijelila, tako da je nastala Hrvatska salezijanska provincija sv. Ivana Bosca.
Današnje djelovanje salezijanaca u Hrvatskoj je na župnoj razini. 
Danas u RH su djelatne ove župe:

###### u Zagrebu:
- Marije Pomoćnice, na Knežiji
- sv. Ivan Bosca, u Podsusedu
- sv. Ane, u Rudešu
- Duha Svetog, Sveta Mati Slobode na Jarunu

##### u Splitu:
- Pomoćnice kršćana, na Kmanu

###### u Rijeci:
- Marije Pomoćnice
- sv. Josipa
- sv. Ante

###### u Zadru:
- Gospe Loretske, u Arbanasima

Od manjih naselja, salezijanci imaju djelatne župe na Belom Manastiru, Badljevini, Donjoj Obriježi, Ivanovu selu, Končanici, Novoj Mokošici, Prvić Luci, Siraču i Šepurinama.
Za doba socijalističke vlasti, u RH su djelovali i Katehetski salezijanski centar (utemeljen 1975.), koji je u djelovao u Rijeci te u Križevcima Srednja vjerska škola za spremanje svećenika. 
Na otoku Prviću, salezijanci su održavali ljetne radove s ministrantima na otoku Prviću.
Od samostaljenja RH, utemeljeni su:
- Salezijanska klasična gimnazija u Rijeci   Arhivirana inačica izvorne stranice od 2. srpnja 2015. (Wayback Machine)
- Opća gimnazija za sportaše
- Katolički školski centar – "Don Bosco" u Žepču
- Centar za mladež – "Ivan Pavao II" u Splitu

Poseban je projekt svetište Svete Mati Slobode na Jarunu, kao zahvalno sjećanje na pale za slobodu za vrijeme cijele hrvatske povijesti.
Salezijanci u Hrvatskoj imaju svoje glasilo, Don Bosco danas.

## Poznati salezijanci
- Sveti Ivan Bosco
- Sabino Palumbieri, novinar, publicist, esejist, organizator nove pučke pobožnosti Via Lucis
- Damir Stojić, studentski kapelan Grada Zagreba[2][3]
- Eugenio Ceria
- Tomislav Lukač
- Danko Litrić, misionar u Africi
- Marin Mandić, pisac i misionar u Meksiku